# Smeško
Smajli ali po slovensko smeško se je v Sloveniji prvič pojavil konec sedemdesetih let dvajsetega stoletja. 

### Zgodovina
Znak je delo francoskega novinarja Franklina Loufranija iz leta 1971. Z njim je v francoskem časniku France Soir označeval članke oz. zgodbe z dobrimi novicami. Znak oz. blagovno znamko je pred začetkom uspešne in popularne kampanje avtorsko zaščitil, tako da je bila v devedesetih letih zaščitena že v 70 državah. Smeškota je tržilo podjetje Smiley. Med drugim je bila tudi zaščitni legendarnih "Levisk" podjetja Levi Strauss & Co. 